# Matoller alablanc
El matoller alablanc (Bradypterus carpalis) és una espècie d'ocell de la família dels locustèl·lids (Locustellidae). Es troba en una àrea fragmentada als següents països de l'Àfrica central: Burundi, República Democràtica del Congo, Kenya, Ruanda, Tanzània, Uganda i Zàmbia. Habita les zones humides. El seu estat de conservació es considera de risc mínim.